# 烏盧古魯山脈
烏盧古魯山脈是東非國家坦桑尼亞東部的山脈，距離印度洋約200公里，毗鄰首都達累斯薩拉姆，全長約50英里，山脈東部每年平均降雨量超過3,000毫米，最高點海拔高度2,630米，山區人口超過150,000。
7°10′S 37°40′E / 7.167°S 37.667°E